# مصطفى البروجردي
آية الله الشيخ مصطفي بن مجتبي البروجردي هو فقيه شيعي ومفكر وفيلسوف إسلامي إيراني وصاحب كتاب الجليل فقه الأوراق النقدية والبنك . هو الآن السفير الإيراني بتونس.

## ولادته
ولد آية الله البروجردي في سنة 1382هـ في مدينة قم، وكان والده الشيخ مجتبي من الواعظين ووكيل المرجع الكلبايكاني.

## أساتذته
من اساتذته في الفقه، الأصول، التفسير، الفلسفة والعرفان
- محمد فاضل اللنكراني
- جواد التبريزي
- عبد الله الجوادي الآملي
- السيد محمد مهدي البجنوردي
- يحيي أنصاري الشيرازي
- غلام حسين إبراهيمي الديناني

## تدريسه
درّس كتب المختلف الفقهية والأصولية والفلسفية والعقائدية والعرفانية مدّة تزيد على عشرين عاماً في الحوزة العلمية والجامعات.

## تاليفاته
- فقه الأوراق النقدية والبنك
- المضاربة عند الفقهاء الشيعة
- شرح مثنوي المعنوي
- إعادة رسم اساس الاقتباس
- الفاتيكان
- تحقيق كتاب الخمس (لجده الفقيه العارف الشيخ علي محمد البروجردي النجفي)
- روابط إسلام وغرب
- السيرة الذاتية للشيخ فضل الله النوري (نخستين فريادگر مشروعه در بيداد مشروطه)
- تفسير القرآن الكريم
- الشرح في مناجات الشعبانية

## الوصلات الخارجية
- http://mboroujerdi.ir/about-me/
- مصطفی بروجردی
- http://www.rasekhoon.net/books/search.aspx?section
- http://www.noormags.com/view/fa/creator/3494
- http://www.tebyan.net
- http://www.ensani.ir/fa/10355/profile.aspx
- مصطفی بروجردی
- Mostafa Boroujerdi